# Сан Касијано-Сант'Емидио (Пескара)
Сан Касијано-Сант'Емидио (итал. San Cassiano-Sant'Emidio) је насеље у Италији у округу Пескара, региону Абруцо.
Према процени из 2011. у насељу је живело 42 становника. Насеље се налази на надморској висини од 102 м.